# Kaj
Pour les articles homonymes, voir Kaj.
Le Kaj est une rivière d'Afghanistan qui coule dans la province de Deykandi. Il est un important affluent de l'Helmand.

## Géographie
La rivière naît à l'extrême nord de la province de Deykandi, dans le district de Daikundi, dans la région appelée Hazarajat (pays des Hazaras) à peu de distance de la limite avec la province de Bâmiyân. Peu après sa naissance, le Kaj prend grosso modo la direction du sud, direction suivie par l'ensemble des affluents et sous-affluents de la partie occidentale ou droite du bassin supérieur de l'Helmand. Son cours assez tortueux se termine par son confluent avec l'Helmand en rive droite, à une quarantaine de kilomètres au nord de Deh Rawod.
Il traverse ainsi du nord au sud toute la partie occidentale de la province de Deykandi.

## Hydrologie et débit
Le débit du Kaj a été observé de 1973 à début 1980 à Yakhdan, localité située au niveau de son confluent avec l'Helmand. Par après, la désorganisation due aux affrontements de la guerre n'a plus permis de continuer les observations.
La courbe saisonnière du débit est typique des cours d'eau de haute montagne de l'Afghanistan central à régime surtout nival.
Le débit annuel moyen ou module de la rivière, calculé sur une période de 6 ans (allant de 1974 à 1979) a été de plus ou moins 35 m3/s. La courbe d'oscillation des débits journaliers observés en 1978 est assez semblable à celle de la moyenne de ces années.
La période des hautes eaux se déroule en fin d'hiver et surtout au début du printemps. Le débit maximal est observé de la fin du mois de février au début du mois de mai et correspond à la fonte des neiges. Il atteint 200 à 300 m3/s en moyenne durant la première quinzaine d'avril. Cette période de hautes eaux est suivie d'une chute régulière du débit qui passe sous la barre des 20 m3/s dès début juin. La chute se ralentit dès lors, et le débit atteint son plancher moyen de 5 à 7 m3/s au début de l'automne, c'est-à-dire en septembre-octobre. Quelques épisodes de crue, parfois importants mais brefs, ont lieu durant l'été et témoignent de l'existence d'orages et d'averses en saison sèche. Dès le mois de novembre, le débit remonte lentement. Il se forme de ce fait une période intermédiaire (avec débit modéré) durant la saison froide, c'est-à-dire de début octobre à début mars, période durant laquelle le débit moyen monte lentement, mais assez régulièrement, passant de 7 à 15 m3/s environ.
Pour l'année 1978, le débit a oscillé entre un plus bas de 5 et un plus haut de 160 m3/s environ. Ce sommet a été atteint en pleine fonte des neiges au mois d'avril.

## Villes traversées
Le bassin du Kaj ne comporte aucune agglomération digne d'être mentionnée.